# Edifici del Parc de Bombers (Alcoi)
L'Edifici del Parc de Bombers, situat al carrer Gonçal Barrachina, 6 i 8 de la ciutat d'Alcoi (l'Alcoià), País Valencià, és un edifici privat d'estil modernista valencià construït l'any 1915, que va ser projectat per l'arquitecte Vicent Pascual Pastor.

## Descripció
Situat proper a la plaça d'Espanya, va ser construït a instàncies de la companyia d'assegurances La Unió Alcoiana, mercantil que gestionaria el servici d'extinció d'incendis des de l'any 1888 fins a 1955. Actualment l'edifici segueix sent propietat de la mateixa empresa.
D'arquitectura singular, suposa un important llegat per a la comprensió de la industrialització de la ciutat d'Alcoi. L'edifici segueix les directrius de l'estil modernista art nouveau. Consta de planta baixa i una altura. En ell destaca la seua ornamentació en pedra i la seua disposició simètrica.
En l'ornamentació de l'edifici és molt possible que treballara l'escultor Ramón Ruiz, que també va intervindre a la Casa del Pavo.